# 은행의 외부부채
은행의 외부부채(銀行－外部負債)는 은행이 한국은행이나 다른 금융기관에서 차입한 자금을 이야기한다. 콜 시장에서 인수한 자금인 콜 머니와 콜 시장에 방출한 자금을 콜론의 차이인 그 값(플러스 혹은 마이너스)에 기타의 차입금을 더함으로써 산출된다. 경기가 호조일 때는 자금수요는 한층 많아지므로 외부 부채가 증가한다.